# Galaxy 11
Galaxy 11 ist ein ehemaliger kommerzieller Kommunikationssatellit des Satellitenbetreibers PanAmSat (heute Intelsat) aus der Galaxy-Serie.

## Aufbau
Galaxy 11 wurde auf der Basis des BSS-702-Satellitenbusses von Boeing gebaut (er war zudem der erste Satellit mit dem Boeing-702-Bus). Er besaß eine geplante Lebensdauer von 15 Jahren, die er um acht Jahre übertraf. Der Satellit beherbergte 24 Transponder im C-Band (+ 6 Ersatz) und 40 im Ku-Band (+ 10 Ersatz). Der Satellit wurde durch Solarmodule und Batterien mit Strom versorgt.
Der Satellit litt an einem generischen Fehler des frühen BSS-702-Modells: Das Beschlagen der Konzentratorspiegel auf den Solarzellen führte zu reduzierter verfügbarer Leistung.

## Missionsverlauf
Galaxy 11 wurde im Mai 1997 bei Boeing bestellt und am 22. Dezember 1999 auf einer Ariane-4-Trägerrakete vom Centre Spatial Guyanais erfolgreich gestartet. Der Satellit wurde im geostationären Orbit zunächst auf 99° West positioniert. Später wurde er auf 91° West und schließlich auf 93° West verschoben.
Am 10. September 2022 meldete das International Scientific Optical Network, dass Galaxy 11 auf noch unklare Weise beschädigt wurde, eventuell von Weltraumschrott. Der Satellit verblieb jedoch auf seiner Position und war bis 2023 in Betrieb. Danach wurde er in einen Friedhofsorbit gebracht.

## Empfang
Der Satellit konnte in Nordamerika und Brasilien empfangen werden.